# Herança de prioridades
Em computação de tempo real, herança de prioridades é um método para eliminar a inversão de prioridade não ligada. Usando este método de programação, um algoritmo de agendamento de processos aumenta a prioridade de um processo (A) para o máximo de prioridade em relação a qualquer outro processo, aguardando um recurso qualquer no qual A tem um bloqueio de recurso (se for mais alto que a prioridade original de A).
A ideia básica do protocolo de herança de prioridades é que, quando um job bloqueia um ou mais jobs de alta prioridade, ele ignora sua atribuição original de prioridade e executa a sua seção crítica em um elevado nível de prioridade. Depois de executar a sua seção crítica e liberar seus bloqueios, o processo retorna ao seu nível de prioridade.

## Exemplo
Considere três jobs:
| Nome do Job | Prioridade |
| ----------- | ---------- |
| H           | Alta       |
| M           | Médio      |
| L           | Baixa      |

Suponha que H é bloqueado por L para algum recurso compartilhado. O protocolo de herança de prioridades requer que L execute a sua seção crítica em alta de prioridade de H. Como resultado, M não poderá antecipar o L e será bloqueado. Isto é, o job M de maior prioridade deve aguardar a seção crítica da prioridade mais baixa de trabalho L para ser executada, porque o L herdou prioridade de H. Quando L sai de sua seção crítica, ele recupera a sua original (baixa) prioridade e desbloqueia H (que foi bloqueada por L). H, tendo alta prioridade, evita que L seja executado e finaliza. Isso permite que M e L continuem na sucessão e executem sua conclusão.